# Grape Tape
Grape Tape ist ein Album des deutschen Rappers LGoony. Es erschien am 15. September 2015 als kostenloser Download.

## Titelliste
| #  | Titel                            | Produktion       | Dauer |
| -- | -------------------------------- | ---------------- | ----- |
| 1  | Grape                            | Abaz             | 2:50  |
| 2  | Nebel                            | $SOUNDS$         | 3:01  |
| 3  | Keine Euros                      | DJ Heroin, Wezzy | 2:57  |
| 4  | Rarri Gelb                       | Holyrain         | 3:39  |
| 5  | Lobby (feat. Young Kira)         | Young Kira       | 5:29  |
| 6  | Sosa (feat. Harry Quintana)      | No Tricks        | 4:11  |
| 7  | Aurora                           | $heWon’t         | 3:37  |
| 8  | Wasser                           | DJ Heroin        | 3:36  |
| 9  | Lambo Gallardo (feat. Money Boy) | Rato             | 3:44  |
| 10 | Ballon                           | DJ Heroin        | 3:15  |
| 11 | Mondlicht                        | Jvxt             | 3:12  |
| 12 | Geborn damit (feat. Casper)      | Lorenz & Urbach  | 4:56  |
| 13 | 24 Karat                         | Cight            | 3:14  |
| 14 | Ultraviolett                     | DJ Heroin        | 3:15  |

## Rezeption

### Kritik
Das Online-Magazin Laut.de bewertete Grape Tape mit vier von möglichen fünf Punkten. Aus Sicht des Redakteurs Philipp Kopka halte LGoony „konsequent an seiner Vision fest, dass Cloud-Rap auch auf deutsch“ funktioniere. Grape Tape wahre die „Stärken, die schon sein Debüt zum Dauerbrenner“ machten. Bei diesen handele es sich um das „übermenschliche Talent für Ohrwurm-Hooks gepaart mit Flowvariationen zwischen abgehobenem Autotune-Überfluss und technisch versiertem Vortrag“. LGoony positioniere sich mit „überraschend deutlichen Ansagen in Richtung der Kollegen, Medien und eigentlich der ganzen Szene […] als Außenseiter“. Somit werde der Rapper mit dem Grape Tape „auch weiterhin vor allem alteingesessene Realkeeper vor den Kopf stoßen“.
Florian Peking von MZEE bezeichnet das Werk von LGoony als „kleines Juwel“. Er hebt „den leicht zugänglichen, runden Sound und die gewitzten Lyrics“ hervor. Seiner Meinung nach hat der Künstler „seine eigene Nische gefunden, die er optimal auszufüllen vermag“.

### Bestenliste
In der Liste der besten Hip-Hop-Alben des Jahres 2015 von Laut.de wurde Grape Tape auf Rang 10 platziert. LGoony unterhalte bzw. fasziniere mit seinem Album „samt Azad-inspiriertem Cover-Artwork […] einen nicht zu knappen Teil der hauseigenen Rap-Belegschaft“. Ob das Album langlebig sein werde, werde „frühestens das kommende Jahr zeigen“. Das Hip-Hop-Magazin Juice schrieb 2017, Grape Tape sowie sein Vorgänger Space Tape blieben „als brillante Meilensteine in Erinnerung.“